# John Pilger
John Pilger (Sydney, 9 ottobre 1939 – Londra, 30 dicembre 2023) è stato un giornalista, sceneggiatore regista di documentari australiano che dal 1962 visse principalmente in Gran Bretagna. Fu anche visiting professor alla Cornell University di New York.
Pilger fu un critico della politica estera americana, australiana e britannica, che considerava guidata da un'agenda imperialista e colonialista. Criticò il trattamento riservato dal suo Paese natale agli indigeni australiani e contribuì a rilevare le atrocità compiute in Cambogia dai khmer rossi di Pol Pot.
La carriera di Pilger come regista di documentari iniziò con The Quiet Mutiny (1970), realizzato durante uno dei suoi viaggi in Vietnam, e da allora in poi continuò con oltre 50 documentari. Altri lavori in questa forma inclusero Year Zero (1979) sulle conseguenze del regime di Pol Pot in Cambogia, e Death of a Nation: The Timor Conspiracy (1993). I suoi numerosi film documentari sugli indigeni australiani inclusero The Secret Country (1985) e Utopia (2013). Nella carta stampata britannica, Pilger lavorò al Daily Mirror dal 1963 al 1986, e scrisse una rubrica fissa per la rivista New Statesman dal 1991 al 2014.
Il lavoro di Pilger è stato controverso e la veridicità di alcuni dei suoi rapporti messa in dubbio. Il verbo "to Pilger" venne coniato da Auberon Waugh in riferimento a John Pilger, con il significato di "presentare informazioni in modo sensazionalistico a sostegno di una particolare conclusione".

## Biografia
Nacque a Bondi, nelle vicinanze di Sydney, e frequentò la Sydney Boys High School, dove fondò il giornale studentesco The Messenger.
Iniziò la carriera di giornalista al Sydney Sun nel 1958 con lavori di secondo piano, dopodiché venne assunto nella redazione australiana del The Daily Telegraph.
Nei primi anni sessanta si trasferì a Londra, dove venne assunto dal Daily Mirror. Da allora visse in Inghilterra.
Durante il periodo al Daily Mirror, Pilger fu corrispondente in Vietnam durante la guerra, e successivamente si recò in Cambogia, Egitto, India, Bangladesh e Biafra. Successivamente uscirono documentari e libri che accrebbero la sua reputazione. Il suo film Year Zero del 1979 portò alla ribalta le atrocità dei khmer rossi in Cambogia. Pilger stesso sostenne con documenti che i khmer rossi erano finanziati non solo dalla Cina ma anche, segretamente, dagli stessi Stati Uniti (che difatti appoggeranno, all'ONU, il deposto governo della "Kampuchea" fino al 1992), in funzione anti-sovietica e anti-vietnamita. Altri suoi documentari raccontano dell'abuso dei diritti umani in Australia, Palestina, Timor Est, Iraq in conseguenza delle sanzioni delle Nazioni Unite.
Il suo ultimo film War on Democracy fu presentato al Festival di Cannes nel 2007.
Pilger ricevette numerosi premi e dottorati per le sue battaglie per i diritti umani e fu nominato per ben due volte "Giornalista dell'anno" (Journalist of the Year) in Inghilterra.
Nel dicembre 2010, insieme ad altre quattro personalità del cinema e del giornalismo tra cui Ken Loach, si offrì come garante nella richiesta di libertà su cauzione per il giornalista e attivista Julian Assange, fondatore di WikiLeaks, accusato di aver avuto rapporti sessuali non protetti in Svezia e arrestato per questo in Gran Bretagna, nonché a rischio di estradizione negli USA sotto l'accusa di spionaggio (Assange ottenne poi asilo politico nell'ambasciata dell'Ecuador). Fu inoltre tra i firmatari di una lettera aperta in supporto al giornalista.
Pilger morì il 30 dicembre 2023 a Londra per fibrosi polmonare all'età di 84 anni.

## Vita privata
Pilger era sposato con la giornalista Scarth Flett, nipote del medico e geologo Sir John Smith Flett. Il loro figlio Sam è nato nel 1973 ed è uno scrittore sportivo. Pilger ha avuto anche una figlia, Zoe Pilger, nata nel 1984, con la giornalista Yvonne Roberts. Zoe è un'autrice e critica d'arte. Da trent'anni Pilger aveva una compagna, Jane Hill.

## Curiosità
- Appare nel fumetto della Marvel Comics, Iron Man, durante la saga Extremis di Warren Ellis, facendo un'intervista proprio al protagonista riguardante i "fantasmi del ventesimo secolo".

## Documentari dal 1978 al 2000

### La schiavitù tailandese (1982)
Nel 1982 Pilger scrisse un articolo per il Daily Mirror in cui affermava di aver comprato una schiava tailandese di 8 anni per 85 sterline, e di avere successivamente scoperto il suo villaggio di origine nel nord della Thailandia e di averla restituita a sua madre. Questa storia fu messa in dubbio da un'indagine del Far Eastern Economic Review (FEER): scoprì che la ragazza e sua madre erano state pagate per recitare le rispettive parti da un faccendiere che lavorava per Pilger. A sua, volta Pilger accusò le persone coinvolte nella FEER di essere agenti della CIA. Un articolo di Auberon Waugh su The Spectator gettò poi ulteriori dubbi sulla storia. Pilger minacciò un'azione legale per diffamazione contro The Spectator. La questione fu risolta in via extragiudiziale senza alcun pagamento a Pilger.

## Documentari dal 2000

### La Palestina è ancora il problema (2002)
Il documentario di Pilger Palestine Is Still the Issue apparve nel 2002 e aveva Ilan Pappé come consigliere storico. Pilger disse che il film descriveva come "un'ingiustizia storica è stata fatta al popolo palestinese, e finché non finirà l'occupazione illegale e brutale di Israele, non ci sarà pace per nessuno, compresi gli israeliani". Disse che le risposte dei suoi intervistati "smentiscono il grido sionista standard secondo cui qualsiasi critica a Israele è antisemita, un'affermazione che insulta tutti quegli ebrei che rifiutano persone come Ariel Sharon che agiscono in loro nome". La trasmissione provocò denunce da parte dell'ambasciata israeliana, del consiglio dei deputati degli ebrei britannici e dei conservatori amici di Israele secondo cui era imprecisa e parziale.  Anche Michael Philip Green, presidente della Carlton Communications, la società che aveva realizzato il film, lo disapprovò in un'intervista a The Jewish Chronicle.
L'autorità di regolamentazione televisiva del Regno Unito, la Independent Television Commission (ITC), ordinò un’indagine. Al termine, l'indagine dell'ITC respinse le denunce sul film, affermando nel suo rapporto:
L'ITC concluse che nel documentario di Pilger "è stata data un'adeguata opportunità a una prospettiva governativa filo-israeliana" e che il programma "non violava il codice del programma ITC".

### Rubare una nazione (2004)
Il documentario di Pilger Stealing a Nation (2004) raccontò l'espulsione dei Chagossiani da parte della Gran Bretagna e degli Stati Uniti tra il 1967 e il 1973 in modo che gli Stati Uniti potessero costruire una base militare su quella terra. Nel film venne descritta la difficile situazione economica affrontata dai 2.000 Chagossiani deportati a Mauritius. Dopo l'espulsione, il governo degli Stati Uniti prese in affitto dalla Gran Bretagna Diego Garcia, l'isola più grande delle Isole Chagos, e vi costruì la base militare. Nel 21º secolo, gli Stati Uniti utilizzarono la base per gli aerei che bombardavano obiettivi in Iraq e Afghanistan.
In una sentenza del 2000 sugli eventi, la Corte internazionale di giustizia ha descritto l'allontanamento totale dei popoli Chagossiani dalle Isole Chagos da parte della Gran Bretagna come "un crimine contro l'umanità". Pilger criticò fortemente Tony Blair per non aver risposto in modo sostanziale alla sentenza dell'Alta Corte.
Nel marzo 2005, Stealing a Nation ricevette il Royal Television Society Award, nell'ottobre 2005 fu presentato al United Nations Association Film Festival, nel novembre 2005 ebbe il Chris Award al Columbus International Film & Video Festival.

## Filmografia
- World in Action
  - "The Quiet Mutiny" (1970)
- Conversations With a Working Man (1971)
- Palestine Is Still The Issue (Part 1) (1974)
- Vietnam: Still America's War (1974)
- Guilty Until Proven Innocent (John Pilger) (1974)
- Thalidomide: The Ninety-Eight We Forgot (1974)
- The Most Powerful Politician in America (1974)
- One British Family (1974)
- Pilger
  - "An Unfashionable Tragedy" (1975)
  - "Nobody's Children" (1975)
  - "Zap-The Weapon is Food" (1976)
  - "Pyramid Lake is Dying" (1976)
  - "Street of Joy" (1976)
  - "A Faraway Country" (1977)
- Mr Nixon's Secret Legacy (1975)
- Smashing Kids] (1975)
- To Know Us Is To Love Us (1975)
- A Nod & A Wink (1975)
- Pilger in Australia (1976)
- Dismantling A Dream (1977)
- An Unjustifiable Risk (1977)
- The Selling of the Sea (1978)
- Do You Remember Vietnam (1978)
- Year Zero: The Silent Death of Cambodia (1979)
- The Mexicans (1980)
- Cambodia: Year One (1980)
- Heroes (1980)
- Island of Dreams (John Pilger)(1981)
- In Search of Truth in Wartime (1983)
- Nicaragua. A Nations Right to Survive (1983)
- The Outsiders (series, 1983)
- The Truth Game (1983)
- Burp! Pepsi V Coke in the Ice Cold War (1984)
- The Secret Country: The First Australians Fight Back (1985)
- Japan Behind the Mask (1987)
- The Last Dream (1988)
  - "Heroes unsung"
  - "Secrets"
  - "Other People's Wars"
- Cambodia: Year Ten (1989)
- Cambodia, the Betrayal (1990)
- War By Other Means (1992)
- Cambodia: Return to Year Zero (1993)
- Death of a Nation: The Timor Conspiracy (1994)
- Flying the Flag, Arming the World (1994)
- Vietnam: The Last Battle (1995)
- Inside Burma: Land of Fear (1996)
- Breaking the Mirror – The Murdoch Effect (1997)
- Apartheid Did Not Die (1998)
- Welcome to Australia (1999)
- Paying the Price: Killing the Children of Iraq (2000)
- The New Rulers of the World (2001)
- Palestine Is Still the Issue (2002)
- Breaking the Silence: Truth and Lies in the War on Terror (2003)
- Stealing a Nation (2004)
- The War on Democracy (2007)
- The War You Don't See (2010)
- Utopia (2013, film)
- The Coming War on China (2016)
- The Dirty War on the NHS (2019)